# Notören (vid Åselholm, Iniö)
Notören är en ö i Finland. Den ligger i Skärgårdshavet och i kommunen Pargas i landskapet Egentliga Finland, i den sydvästra delen av landet. Ön ligger omkring 56 kilometer väster om Åbo och omkring 210 kilometer väster om Helsingfors.
Öns area är 1,9 hektar och dess största längd är 260 meter i öst-västlig riktning. Närmaste större samhälle är Gustavs, 14,3 km norr om Notören.